# Apherusa clevei
Apherusa clevei is een vlokreeftensoort uit de familie van de Calliopiidae. De wetenschappelijke naam van de soort werd in 1904 voor het eerst geldig gepubliceerd door Georg Ossian Sars.